# Резолюция Совета Безопасности ООН 1041
Резолюция Совета Безопасности Организации Объединённых Наций 1041 (код — S/RES/1041), принятая 29 января 1996 года, сославшись на все резолюции по ситуации в Либерии, в частности 1020 (1995), Совет продлил мандат Миссии наблюдателей ООН в Либерии (МНОНЛ) до 31 мая 1996 года и обсудил усилия по восстановлению стабильности в стране.
В начале резолюции Совет Безопасности ООН выразил свою обеспокоенность недавними нарушениями режима прекращения огня, нападениями на наблюдательную группу Группы контроля Экономического сообщества западноафриканских государств (ЭКОМОГ) и задержками в демонтаже и разоружении войск. Была подчеркнута необходимость соблюдения сторонами Абуджийского соглашения и его выполнения, а африканские страны, предоставившие войска для ЭКОМОГ, были удостоены похвалы.
Все стороны в стране были призваны выполнять взятые на себя обязательства, особенно в отношении прекращения огня, разоружения, демобилизации и примирения. Недавние нападения на ЭКОМОГ и гражданских лиц были осуждены, и Совет потребовал от сторон уважать статус МООНЛ, ЭКОМОГ и международных гуманитарных организаций. Генеральному секретарю ООН Бутросу Бутросу-Гали было предложено к 31 марта 1996 года представить доклад о прогрессе и планировании выборов в стране. По мнению совета, права человека должны соблюдаться, судебная система должна быть восстановлена, а все страны должны строго соблюдать эмбарго на поставки оружия, введенное против Либерии в Резолюции 788 (1992), и сообщать о нарушениях в комитет, созданный в Резолюции 985 (1995).